# Bob Ainsworth
Robert William Ainsworth (ur. 19 czerwca 1952 w Coventry) – brytyjski polityk, członek Partii Pracy, minister obrony w rządzie Gordona Browna.
Wykształcenie odebrał w Foxford Comprehensive School. Następnie pracował w Jaguar Cars, gdzie był aktywnym członkiem związków zawodowych. W tym czasie uczestniczył w spotkaniach Międzynarodowej Grupy Marksistowskiej. W 1984 został wybrany do rady miasta Coventry i został przewodniczącym komisji finansów.
W 1992 Ainsworth uzyskał mandat deputowanego do Izby Gmin z okręgu Coventry North East. W 1995 został whipem Partii Pracy. W styczniu 2001 otrzymał stanowisko parlamentarnego podsekretarza stanu w Ministerstwie Środowiska, Transportu i Regionów. Po wyborach parlamentarnych 2001 otrzymał analogiczne stanowisko w Ministerstwie Spraw Wewnętrznych, gdzie odpowiadał za politykę antynarkotykową i zorganizowaną przestępczość. W 2003 został Skarbnikiem Dworu Królewskiego i zastępcą głównego whipa laburzystów w Izbie Gmin. W lutym 2005 został członkiem Tajnej Rady.
29 czerwca 2007 Ainsworth został wiceministrem obrony ds. sił zbrojnych. 5 czerwca 2009 stanął na czele resortu obrony, co zostało uznane za niespodziankę przez wielu komentatorów. Pozostał na tym stanowisku do wyborczej porażki laburzystów w 2010.
W grudniu 2010 wypowiedział się za zmianą brytyjskiej polityki narkotykowej w kierunku redukcji szkód: legalizacją i regulacją marihuany oraz wydawaniem przez lekarzy twardych narkotyków osobom uzależnionym.